# Expressão prolixa
Expressão prolixa ou prolixidade, é uma maneira de falar ou escrever que usa mais palavras do que o necessário. Isso geralmente significa que a frase é apresentada de forma excessivamente detalhada, longa e complicada. Em vez de ser direta e concisa, uma expressão prolixa pode incluir redundâncias, detalhes supérfluos e uma estrutura elaborada que torna a comunicação menos eficiente.

## Etimologia
A palavra "prolixa" tem origem no latim "prolixus", que significa "alongado", "extenso" ou "que se estende muito". Em português, prolixa é utilizada para descrever algo ou alguém que é excessivamente longo, detalhado ou verborrágico no discurso.

## Uso na língua
O Acordo Ortográfico da Língua Portuguesa de 1990 (AO90) não trata diretamente sobre o uso de expressões prolixas. O acordo foi criado principalmente para unificar e simplificar a ortografia da língua portuguesa entre os países lusófonos, visando reduzir as diferenças ortográficas e facilitar a comunicação escrita entre esses países. Uma expressão prolixa não é necessariamente um erro, mas seu uso pode dificultar a clareza e a concisão do texto. Para facilitar o entendimento da leitura, é recomendado substituir por expressões mais simples.

## Exemplos
Alguns exemplos de expressões prolixas e sua forma substituta:
| Prolixo                 | Consiso                     |
| ----------------------- | --------------------------- |
| "Um outro"              | "Outro"                     |
| "Por causa que"         | "Porque"                    |
| "Por causa de"          | "Devido a" ou "pela"        |
| "De acordo com"         | "Conforme o" ou "segundo o" |
| "A nível de"            | "Sobre" ou "Em"             |
| "Fazer uso de"          | "Usar"                      |
| "De forma alguma"       | "Nunca"                     |
| "Em função de"          | "Devido a"                  |
| "Em virtude de"         | "Por"                       |
| "Com a finalidade de"   | "Para"                      |
| "No que diz respeito a" | "Sobre"                     |
| "Está de volta"         | "Voltou"                    |